# Connarus parameswaranii
Connarus parameswaranii är en tvåhjärtbladig växtart som beskrevs av Ramam. & Rajan. Connarus parameswaranii ingår i släktet Connarus och familjen Connaraceae. Inga underarter finns listade i Catalogue of Life.